# Jacques Dufilho
Jacques Dufilho (Bègles, 19 febbraio 1914 – Ponsampère, 28 agosto 2005) è stato un attore francese.

## Biografia
Di origine guascona, Dufilho è conosciuto in Italia soprattutto come protagonista della serie cinematografica dedicata alla figura del Colonnello Buttiglione, stralunato alto ufficiale dell'Esercito Italiano, originariamente ideato per la trasmissione radiofonica Alto gradimento, condotta da Renzo Arbore e Gianni Boncompagni, in cui era doppiato da Elio Pandolfi: Un ufficiale non si arrende mai, nemmeno di fronte all'evidenza. Firmato Colonnello Buttiglione, Il colonnello Buttiglione diventa generale, Buttiglione diventa capo del servizio segreto e Von Buttiglione Sturmtruppenführer.

Dufilho in una caratterizzazione del colonnello Buttiglione

Il ruolo di colonnello in un film comico, anche se dell'Esercito Francese, lo aveva però interpretato già nel film Cinque matti al servizio di leva (1971) con il gruppo Les Charlots.
Attore comico, ma di solida formazione teatrale, nel corso della sua lunga carriera ottenne vari riconoscimenti, fra cui per due volte il Premio César per il migliore attore non protagonista e il Premio Molière per il migliore attore.
Morì il 28 agosto 2005, all'età di 91 anni, presso Ponsampère, dove nei suoi ultimi anni di vita aveva stabilito la propria residenza.

## Filmografia
- Storie straordinarie (Histoires extraordinaires à faire peur ou à faire rire...), regia di Jean Faurez (1949)
- Vendetta rusticana (Vendetta en Camargue), regia di Jean-Devaivre (1950)
- Io, mia moglie e la vacca (Ma femme, ma vache et moi), regia di Jean-Devaivre (1952)
- Un capriccio di Caroline chérie (Un caprice de Caroline chérie), regia di Jean-Devaivre (1952)
- Saadia, regia di Albert Lewin (1953)
- Sangue e luci (Sang et lumières), regia di Georges Rouquier (1954)
- Le avventure di Cadet Rousselle (Cadet Rousselle), regia di André Hunebelle (1955)
- La primula azzurra dei bassifondi di Parigi (Milord l'Arsouille), regia di André Haguet (1955)
- Maria Antonietta, regina di Francia (Marie-Antoinette reine de France), regia di Jean Delannoy (1956)
- Notre-Dame de Paris, regia di Jean Delannoy (1956)
- Fino all'ultimo (Jusqu'au dernier), regia di Pierre Billon (1957)
- Le spie (Les Espions), regia di Henri-Georges Clouzot (1957)
- Nathalie, regia di Christian-Jaque (1957)
- Vacanze a Malaga (Taxi, roulotte et corrida), regia di André Hunebelle (1958)
- Il sapore di Parigi (Maxime), regia di Henri Verneuil (1958)
- I tartassati, regia di Steno (1959) (presente solo nella versione francese)
- Julie (Julie la rousse), regia di Claude Boissol (1959)
- Il ritorno di Arsenio Lupin (Signé: Arsène Lupin), regia di Yves Robert (1959)
- Zazie nel metrò (Zazie dans le métro), regia di Louis Malle (1960)
- Le vergini di Roma, regia di Carlo Ludovico Bragaglia e Vittorio Cottafavi (1961)
- Hitler non è morto (Le Monocle noir), regia di Georges Lautner (1961)
- Un cadavere in fuga (Dans l'eau... qui fait des bulles!...), regia di Maurice Delbez (1961)
- La guerra dei bottoni (La Guerre des boutons), regia di Yves Robert (1962)
- La poupée, regia di Jacques Baratier (1962)
- Confetti al pepe (Dragées au poivre), regia di Jacques Baratier (1963)
- La vendetta della signora (The Visit), regia di Bernard Wicki (1964)
- L'or du duc, regia di Jacques Baratier (1965)
- Lady L, regia di Peter Ustinov (1965)
- James Tont operazione D.U.E., regia di Bruno Corbucci (1966)
- La vergine di Shandigor (L'Inconnu de Shandigor), regia di Jean-Louis Roy (1967)
- Benjamin ovvero le avventure di un adolescente (Benjamin ou Les Mémoires d'un puceau), regia di Michel Deville (1968)
- Una vedova tutta d'oro (Une Veuve en or), regia di Michel Audiard (1969)
- Il rompiballe... rompe ancora (Fantasia chez les ploucs), regia di Gérard Pirès (1971)
- Cinque matti al servizio di leva (Les Bidasses en folie), regia Claude Zidi (1971)
- Il pappone infuriato (Les corps célestes), regia di Gilles Carle (1973)
- Una giornata spesa bene (Une journée bien remplie ou Neuf meurtres insolites dans une même journée par un seul homme dont ce n'est pas le métier), regia di Jean-Louis Trintignant (1973)
- Crash! Che botte... Strippo strappo stroppio, regia di Bitto Albertini (1973)
- Due supermatti agenti... segretissimi (La Brigade en folie), regia di Philippe Clair (1973)
- Un ufficiale non si arrende mai, nemmeno di fronte all'evidenza. Firmato Colonnello Buttiglione, regia di Mino Guerrini (1973)
- Basta con la guerra... facciamo l'amore, regia di Andrea Bianchi (1974)
- L'erotomane, regia di Marco Vicario (1974)
- Professore venga accompagnato dai suoi genitori, regia di Mino Guerrini (1974)
- Il colonnello Buttiglione diventa generale, regia di Mino Guerrini (1974)
- Buttiglione diventa capo del servizio segreto, regia di Mino Guerrini (1975)
- Bianco e nero a colori (La Victoire en chantant), regia di Jean-Jacques Annaud (1976)
- Il medico... la studentessa, regia di Silvio Amadio (1976)
- Il soldato di ventura, regia di Pasquale Festa Campanile (1976)
- Voto di castità, regia di Joe D'Amato (1976)
- Dimmi che fai tutto per me, regia di Pasquale Festa Campanile (1976)
- L'uomo del fiume (Le Crabe-tambour), regia di Pierre Schoendoerffer (1977)
- Von Buttiglione Sturmtruppenführer, regia di Mino Guerrini (1977)
- Nosferatu, il principe della notte (Nosferatu: Phantom der Nacht), regia di Werner Herzog (1978)
- Fantômas – miniserie TV (1980)
- Una brutta storia (Un mauvais fils), regia di Claude Sautet (1981)
- Sogni e bisogni, serie televisiva, regia di Sergio Citti (1985)
- La donna del lago maledetto (La Vouivre), regia di Georges Wilson (1989)
- Nel profondo paese straniero, regia di Fabio Carpi (1997)
- I ragazzi del Marais (Les Enfants du Marais), regia di Jean Becker (1999)
- Là-haut, un roi au-dessus des nuages, regia di Pierre Schoendoerffer (2004)

## Riconoscimenti
- Festival internazionale del cinema di San Sebastián
  - 1999 – Miglior attore per C'est quoi la vie?

- Premio César
  - 1978 – Migliore attore non protagonista per L'uomo del fiume
  - 1981 – Migliore attore non protagonista per Una brutta storia

- Premio Molière
  - 1988 – Migliore attore per Je ne suis pas Rappaport

## Doppiatori italiani
- Elio Pandolfi in Un ufficiale non si arrende mai, nemmeno di fronte all'evidenza. Firmato Colonnello Buttiglione, Il colonnello Buttiglione diventa generale, Buttiglione diventa capo del servizio segreto
- Stefano Sibaldi in Basta con la guerra... facciamo l'amore, Voto di castità
- Antonio Guidi in Professore venga accompagnato dai suoi genitori, Il soldato di ventura
- Mario Maranzana in Dimmi che fai tutto per me, Von Buttiglione Sturmtruppenführer
- Bruno Persa in Il ritorno di Arsenio Lupin
- Luca Ernesto Mellina in Il medico... la studentessa